# Invid porten där
Invid porten där är en psalm med text av Katharine E. Purvis och musik av James M. Black. Texten översattes till svenska 1914.

## Publicerad i
- Segertoner 1988 som nr 665 under rubriken "Framtiden och Hoppet - Himlen".[1]